# Get Behind Me Satan
Get Behind Me Satan är ett musikalbum av gruppen The White Stripes, släppt på skivbolaget XL Recordings den 6 juni i Europa och 7 juni i USA 2005. Albumet är uppföljare till 2003 års hyllade album Elephant. Det spelades in i Jack's Third Man Studio i Detroit och det skall ha tagit endast två veckor att skriva och spela in hela albumet. Det mixades sedan i Ardent Studios i Memphis.
Skivans sound blandar trasiga pianon, folkmusik, jazz, soul, country och 50-talshissmusik. Bluesinfluenserna från gruppens tidigare album har tonas ner något. Elgitarren har i hög utsträckning bytts ut mot akustisk gitarr och piano.
Albumets första singel var "Blue Orchid", som även är öppningslåten på skivan. Därefter följde "My Doorbell" och "The Denial Twist". Hela albumet innehåller tretton originallåtar, alla skrivna av Jack White som spelar piano, gitarr och marimba. Albumet avslutas med pianoballaden I'm Lonely (But I Ain't That Lonely Yet), som har det sound som finns på tidigare skivor.

## Låtlista
Samtliga låtar skrivna av Jack White.
1. "Blue Orchid" - 2:37
2. "The Nurse" - 3:47
3. "My Doorbell" - 4:01
4. "Forever for Her (Is Over for Me)" - 3:15
5. "Little Ghost" - 2:18
6. "The Denial Twist" - 2:35
7. "White Moon" - 4:01
8. "Instinct Blues" - 4:16
9. "Passive Manipulation" - 0:35
10. "Take, Take, Take" - 4:22
11. "As Ugly as I Seem" - 4:09
12. "Red Rain" - 3:52
13. "I'm Lonely (But I Ain't That Lonely Yet)" - 4:19